# Ozodicera corrientesana
Ozodicera corrientesana är en tvåvingeart som beskrevs av Alexander 1962. Ozodicera corrientesana ingår i släktet Ozodicera och familjen storharkrankar. Inga underarter finns listade i Catalogue of Life.